# Prepotelus
Prepotelus Simon, 1898 è un genere di ragni appartenente alla famiglia Thomisidae.

## Distribuzione
Le quattro specie note di questo genere sono state rinvenute nelle isole Mauritius e sull'isola di Réunion, entrambe nell'Oceano Indiano

## Tassonomia
Non sono stati esaminati esemplari di questo genere dal 2004.
A dicembre 2014, si compone di quattro specie:
- Prepotelus curtus Ledoux, 2004 — Isola Réunion (Oceano Indiano)
- Prepotelus lanceolatus Simon, 1898[2] — Isola Mauritius, Isola Réunion (Oceano Indiano)
- Prepotelus limbatus (Simon, 1898) — Isola Mauritius
- Prepotelus pectinitarsis (Simon, 1898) — Isola Mauritius